# Blocco Nazionale
Il Blocco Nazionale è stata una coalizione elettorale di destra, costituita in Italia dopo il referendum del 2 giugno 1946.

## Storia
Fu realizzata per la prima volta alle prime elezioni regionali siciliane dell'aprile 1947, quando PLI e UQ creano la lista "Blocco Democratico Liberal Qualunquista" che è il terzo partito all'Assemblea regionale siciliana con il 14,8% e 12 seggi su 90, esprimendo anche il presidente dell'assemblea con Ettore Cipolla.
Non ripeté il successo in occasione delle elezioni politiche del 1948, in cui con il nome di "Blocco Nazionale", ottenne 1.003.727 voti (pari al 3,82%) e 19 seggi alla Camera e 1.222.419 voti (pari al 5,40%) e 7 seggi al Senato. Il leader della coalizione era Roberto Lucifero d'Aprigliano (nella qualità di segretario del PLI).
Il Blocco Nazionale era formato da:
- Partito Liberale Italiano (PLI);
- Fronte dell'Uomo Qualunque (FUQ) (di Guglielmo Giannini);
- l'Unione per la Ricostruzione Nazionale di Francesco Nitti.